# باگراتونی
باگراتونی (زبان ارمنی: Բագրատունի), یکی از نام‌های خانوادگی رایج در میان ارمنیان می‌باشد.
- سمبات چهارم باگراتونی، سپهسالار و مرزبان
- کریم باگرادونی،
- وارازتیروتس باگراتونی، ناخارار
- هاکوب باگراتونی،
- هاکوب باگرادونیان،

## منبع
- Հովակիմյան, Բախտիար (2005). Հայոց ծածկանունների բառարան (PDF). Երևան: ԵՊՀ հրատ.